# Ágnes Szatmári
Ágnes Szatmári (* 28. Juni 1987 in Gheorgheni) ist eine ehemalige rumänische Tennisspielerin.

## Karriere
Ágnes Szatmári, die am liebsten auf Hartplätzen spielte, begann im Alter von sieben Jahren mit dem Tennis. Auf dem ITF Women’s Circuit gewann sie insgesamt zwei Einzel- und 14 Doppeltitel.
Sie gehörte zum Kader des TC Blau-Weiss Berlin, der 2009 und 2011 in der 1. und 2010 in der 2. Tennis-Bundesliga spielte.

## Turniersiege

### Einzel
| Nr. | Datum        | Turnier | Kategorie   | Belag     | Finalgegnerin      | Ergebnis |
| --- | ------------ | ------- | ----------- | --------- | ------------------ | -------- |
| 1.  | Juli 2006    | Arad    | ITF $10.000 | Sand      | Karolina Jovanović | 6:1, 6:3 |
| 2.  | Oktober 2006 | Batumi  | ITF $25.000 | Hartplatz | Petra Cetkovská    | 6:3, 6:3 |

### Doppel
| Nr. | Datum          | Turnier          | Kategorie   | Belag             | Partnerin                 | Finalgegnerinnen                          | Ergebnis          |
| --- | -------------- | ---------------- | ----------- | ----------------- | ------------------------- | ----------------------------------------- | ----------------- |
| 1.  | August 2005    | Bucharest        | ITF $10.000 | Sand              | Corina-Claudia Corduneanu | Liana Ungur Simona-Iulia Matei            | kampflos          |
| 2.  | Oktober 2006   | Lagos            | ITF $25.000 | Hartplatz         | Surina De Beer            | Sanaa Bhambri Rushmi Chakravarthi         | 6:3, 6:1          |
| 3.  | November 2006  | Pune             | ITF $25.000 | Sand              | Olga Alexandrowna Panowa  | Nicole Clerico Xenija Palkina             | 6:2, 6:4          |
| 4.  | Februar 2007   | Saguenay (Stadt) | ITF $50.000 | Hartplatz (Halle) | Angelique Kerber          | Sabine Klaschka Angelika Roesch           | 6:1, 6:4          |
| 5.  | August 2007    | Bucharest        | ITF $25.000 | Sand              | Sorana Cîrstea            | Mihaela Buzărnescu Monica Niculescu       | kampflos          |
| 6.  | August 2007    | Pensa            | ITF $50.000 | Sand              | Sophie Lefèvre            | Mihaela Buzărnescu Weronika Kapschaj      | 6:1, 6:2          |
| 7.  | Juni 2008      | Marseille        | ITF $75.000 | Sand              | Aurélie Védy              | Wiktorija Kutusowa Anna Lapuschtschenkowa | 6:4, 6:3          |
| 8.  | Oktober 2008   | Lagos            | ITF $25.000 | Hartplatz         | Surina De Beer            | Tamaryn Hendler Lisa Sabino               | 7:67, 6:3         |
| 9.  | November 2008  | Kolkata          | ITF $50.000 | Hartplatz         | Laura Siegemund           | Lu Jingjing Sun Shengnan                  | 7:5, 6:3          |
| 10. | September 2009 | Katowice         | ITF $25.000 | Sand              | Karolina Kosińska         | Melanie Klaffner Johanna Larsson          | 6:1, 2:6, [10:5]  |
| 11. | September 2010 | Telawi           | ITF $25.000 | Sand              | Weronika Kapschaj         | Oksana Kalaschnikowa Melanie Klaffner     | 6:1, 2:6, [10:8]  |
| 12. | Oktober 2010   | Lagos            | ITF $25.000 | Hartplatz         | Nina Brattschikowa        | Anna Brazhnikova Anastasia Mukhametova    | 6:4, 6:3          |
| 13. | Oktober 2011   | Lagos            | ITF $25.000 | Hartplatz         | Melanie Klaffner          | Danka Kovinić Elina Switolina             | 6:0, 6:71, [10:5] |
| 14. | September 2014 | Galați           | ITF $10.000 | Sand              | Oana Georgeta Simion      | Diana Enache Arabela Fernández Rabener    | 4:6, 6:4, [10:8]  |